# Meghan Agosta
Meghan Agosta, född den 12 februari 1987 i Windsor, Ontario, är en ishockeyspelare som spelat för Kanadas landslag sedan 2004.
Agosta är en stjärna i landslaget, och Kanada är tillsammans med USA helt dominerande inom damishockeyn. Agosta deltog i vinter-OS i Turin 2006. Då gjorde hon bland annat ett hat trick i matchen mot Ryssland på sin 19-årsdag. Agosta deltog också i Kanadas lag som vann guld vid vinter-OS 2010, och i den första matchen mot Slovakien gjorde hon också ett hat trick. 
Hon tog OS-guld i damernas ishockeyturnering i samband med de olympiska ishockeytävlingarna 2014 i Sotji.  Vid hockeyturneringen vid olympiska vinterspelen 2018 i Pyeongchang tog hon en silvermedalj.
Agosta arbetar till vardags som polis i Vancouver i British Columbia.